# C・デイリー・キング
C・デイリー・キング（Charles Daly King、1895年 - 1963年）は、アメリカ合衆国の心理学者、推理小説家。

## 概略
作品数は少ないが、嘘発見器のような実践的な心理学の要素を作品の中に持ち込んだこと（マイケル・ロード警部補シリーズの多くの作品で助手役を務めるポンズ博士の他、多数の心理学者が登場する点も挙げられる）、作中の手がかりの位置を解決編で具体的に提示する「手がかり索引」を導入したこと、物語をエピローグから始めプロローグで締めくくる、といったプロット上の工夫（『空のオベリスト』）を凝らしたことなど、「パズルとしての探偵小説」の可能性を押し進めた点が評価されている。
学問的なアプローチを加えたロード警部補シリーズとは対照的に、オカルトと探偵小説の融合が試みられているトレヴィス・タラント氏シリーズの作品を集めた『タラント氏の事件簿』は、優れた探偵小説短編集を顕彰する「クイーンの定員」の一つに数えられている。
アメリカ本国ではクリッペン＆ランドリュから刊行された短編集The Complete Curious Mr. Tarrant（2003）を除くすべての作品が入手困難であるが、日本では探偵小説の全著作が翻訳されている。

## 略歴
ニューヨーク市出身。第一次世界大戦従軍後、イェール大学卒業後、広告代理店や繊維業など転職を繰り返しながら心理学を研究。コロンビア大学で修士号、イェール大学で博士号を取得。精神分析医として開業したこともある。
1932年、長編『海のオベリスト』を発表。1935年、連作短編集『タラント氏の事件簿』を発表。
第二次世界大戦後に心理学の研究に戻り、以降探偵小説を発表することはなかった。

## 作品リスト

### マイケル・ロード警部補シリーズ
《オベリスト三部作》（オベリスト(Obelist)はキングの造語で「疑問を抱く人」の意味）
- 『海のオベリスト』（Obelists at Sea(1932)、横山啓明訳、原書房、ヴィンテージ・ミステリ・シリーズ） 2004
- 『鉄路のオベリスト』（Obelists en Route(1934)、鮎川哲也訳、論創海外ミステリ） 2017[2]
- 『空のオベリスト』（Obelists Fly High(1935)、富塚由美訳、国書刊行会、世界探偵小説全集） 1997

《ABC三部作》
- 『いい加減な遺骸』（Careless Corpse(1937)、白須清美訳、論創海外ミステリ） 2015
- 『厚かましいアリバイ』（Arrogant Alibi(1938)、福森典子訳、論創海外ミステリ） 2016
- 『間に合わせの埋葬』（Bermuda Burial(1940)、福森典子訳、論創海外ミステリ） 2018

### トレヴィス・タラント氏シリーズ
- 『タラント氏の事件簿』（The Curious Mr. Tarrant(1935)、中村有希訳、新樹社ミステリー、エラリー・クイーンのライヴァルたち） 2000
  - 「古写本の呪い」The Episode of the Codex' Curse
  - 「現れる幽霊」The Episode of the Tangible Illusion
  - 「釘と鎮魂曲」The Episode of the Nail and the Requiem
  - 「『第四の拷問』」The Episode of the Torment IV
  - 「首無しの恐怖」The Episode of the Headless Horrors
  - 「消えた竪琴」The Episode of the Vanishing Harp
  - 「三つ眼が通る」The Episode of the Man with Three Eyes
  - 「最後の取引」The Episode of the Final Bargain

- The Complete Curious Mr. Tarrant（2003）

- 『タラント氏の事件簿 - 完全版』（The Complete Collection of the Curious Mr. Tarrant Series(2018)、中村有希訳、創元推理文庫、2018[3]）
  - 「古写本の呪い」
  - 「現れる幽霊」
  - 「釘と鎮魂曲」
  - 「第四の拷問」
  - 「首無しの恐怖」
  - 「消えた竪琴」
  - 「三つ眼が通る」
  - 「最後の取引」
  - 「消えたスター」Lost Star
  - 「邪悪な発明家」The Episode of the Sinister Inventor
  - 「危険なタリスマン」The Episode of the Perilous Talisman

アンソロジー『これが密室だ!』（ロバート・エイディー編、森英俊訳、新樹社） 1997 にも収載
  - 「フィッシュストーリー」The Episode of the Absent Fish